# Zygina tithide
Zygina tithide är en insektsart som beskrevs av Ferrari 1882. Zygina tithide ingår i släktet Zygina och familjen dvärgstritar. Inga underarter finns listade i Catalogue of Life.